# Уортингтон-Спрингс (Флорида)
Уортингтон-Спрингс (англ. Worthington Springs) — муниципалитет, расположенный в округе Юнион (штат Флорида, США) с населением в 193 человека по статистическим данным переписи 2000 года.

## География
По данным Бюро переписи населения США муниципалитет Уортингтон-Спрингс имеет общую площадь в 1,04 квадратных километров, водных ресурсов в черте населённого пункта не имеется.
Муниципалитет Уортингтон-Спрингс расположен на высоте 36 м над уровнем моря.

## Демография
По данным переписи населения 2000 года в Уортингтон-Спрингс проживало 193 человека, 52 семьи, насчитывалось 70 домашних хозяйств и 83 жилых дома. Средняя плотность населения составляла около 185,58 человека на один квадратный километр. Расовый состав населённого пункта распределился следующим образом: 89,64 % белых, 5,18 % — чёрных или афроамериканцев, 3,11 % — представителей смешанных рас, 2,07 % — других народностей. Испаноговорящие составили 2,07 % от всех жителей.
Из 70 домашних хозяйств в 40,0 % воспитывали детей в возрасте до 18 лет, 52,9 % представляли собой совместно проживающие супружеские пары, в 18,6 % семей женщины проживали без мужей, 25,7 % не имели семей. 20,0 % от общего числа семей на момент переписи жили самостоятельно, при этом 7,1 % составили одинокие пожилые люди в возрасте 65 лет и старше. Средний размер домашнего хозяйства составил 2,76 человек, а средний размер семьи — 3,08 человек.
Население муниципалитета по возрастному диапазону по данным переписи 2000 года распределилось следующим образом: 31,6 % — жители младше 18 лет, 11,4 % — между 18 и 24 годами, 26,4 % — от 25 до 44 лет, 19,2 % — от 45 до 64 лет и 11,4 % — в возрасте 65 лет и старше. Средний возраст жителей составил 32 года. На каждые 100 женщин в Уортингтон-Спрингс приходилось 94,9 мужчин, при этом на каждые сто женщин 18 лет и старше приходилось 91,3 мужчин также старше 18 лет.
Средний доход на одно домашнее хозяйство составил 25 625 долларов США, а средний доход на одну семью — 27 083 доллара. При этом мужчины имели средний доход в 26 458 долларов США в год против 14 750 долларов среднегодового дохода у женщин. Доход на душу населения составил 25 625 долларов в год. 21,4 % от всего числа семей в населённом пункте и 22,3 % от всей численности населения находилось на момент переписи населения за чертой бедности, при этом 10,2 % из них были моложе 18 лет и 36,4 % — в возрасте 65 лет и старше.